# Tadeusz Bobrowski
Tadeusz Bobrowski (ur. 24 stycznia 1873 w Warszawie, zm. 11 maja 1930 w Wilnie) – polski generał brygady i inżynier mechanik okrętowy. W okresie od 1891 do 1918 służył w Cesarskiej Marynarce Wojennej Rosji, a następnie do 1925 w polskiej Marynarce Wojennej. Brał udział w I wojnie światowej i wojnie polsko-bolszewickiej. Karierę w Polsce zakończył na stanowisku szefa Służby Technicznej Kierownictwa Marynarki Wojennej.

## Życiorys

### Służba w Armii Imperium Rosyjskiego
Tadeusz Bobrowski urodził się 24 stycznia 1873 w Warszawie. W 1891 ukończył studia na Wydziale Mechanicznym Morskiej Szkole Inżynierii w Kronsztadzie, a w 1894 odbył kurs mechaników broni podwodnej. Był także absolwentem Akademii Morskiej z 1898. W latach 1894–1918 służył w rosyjskiej Marynarce Wojennej, awansując do stopnia kapitana I rangi (komandora). Początkowo pływał na krążownikach i odbył kilka rejsów dalekomorskich, m.in. na „Admirale Nachimowie”. Od 1905 był oficerem mechanikiem sił torpedowych Floty Morza Czarnego. W latach 1914–1918 pełnił funkcję zastępcy głównego mechanika portu w Sewastopolu.

### Służba w Wojsku Polskim
W 1919 został przyjęty do Wojska Polskiego i awansowany na generała majora marynarki (kontradmirała) w Korpusie Morskich Oficerów Technicznych. Wyznaczono go szefem Sekcji Technicznej w Departamencie dla Spraw Morskich. W 1921 został przemianowany na generała brygady. Po przekształceniu Departamentu dla Spraw Morskich w Kierownictwo Marynarki Wojennej w 1922 był w nim szefem Służby Technicznej. W 1925, w związku z zakupem przez Marynarkę Wojenną przestarzałych min morskich (tzw. „afera minowa”), został zwolniony ze stanowiska m.in. z wadm. Kazimierzem Porębskim oraz kadm. Wacławem Kłoczkowskim i przeniesiony w stan nieczynny. W 1927 przeszedł w stan spoczynku. W 1928 Wojskowy Sąd Okręgowy nr 1 umorzył postępowanie wszczęte w 1926 przez Prokuraturę Wojskową. Następnie pracował w „Żegludze Polskiej” w Gdyni. Zmarł 11 maja 1930 w Wilnie.

## Ordery i odznaczenia
- Krzyż Niepodległości (7 lipca 1931)[2]
- Krzyż Kawalerski Orderu Odrodzenia Polski (2 maja 1923)[3][4][5]
- Krzyż Walecznych
- Złoty Krzyż Zasługi (29 kwietnia 1925)[6]